# 아랍에미리트의 재외공관 목록

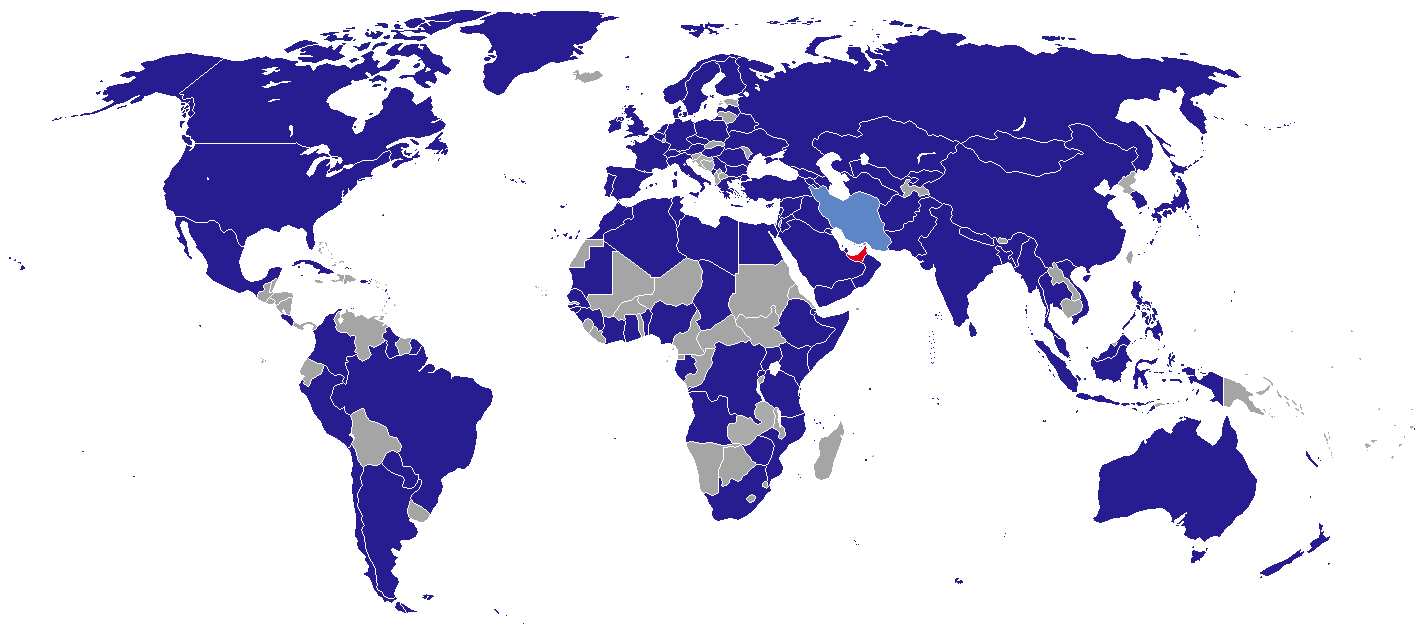
아랍에미리트의 재외공관

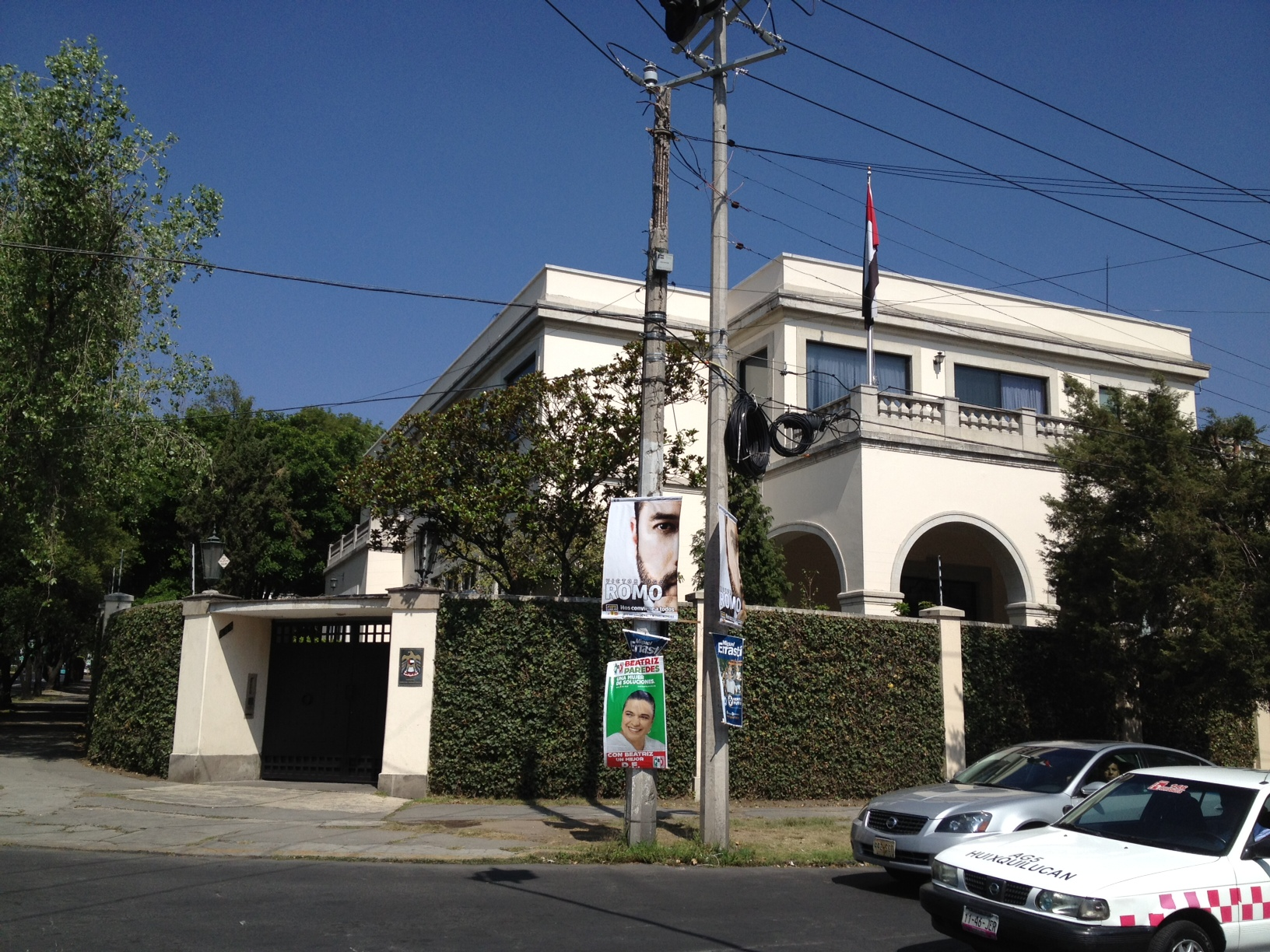
멕시코시티 주재 아랍에미리트 대사관

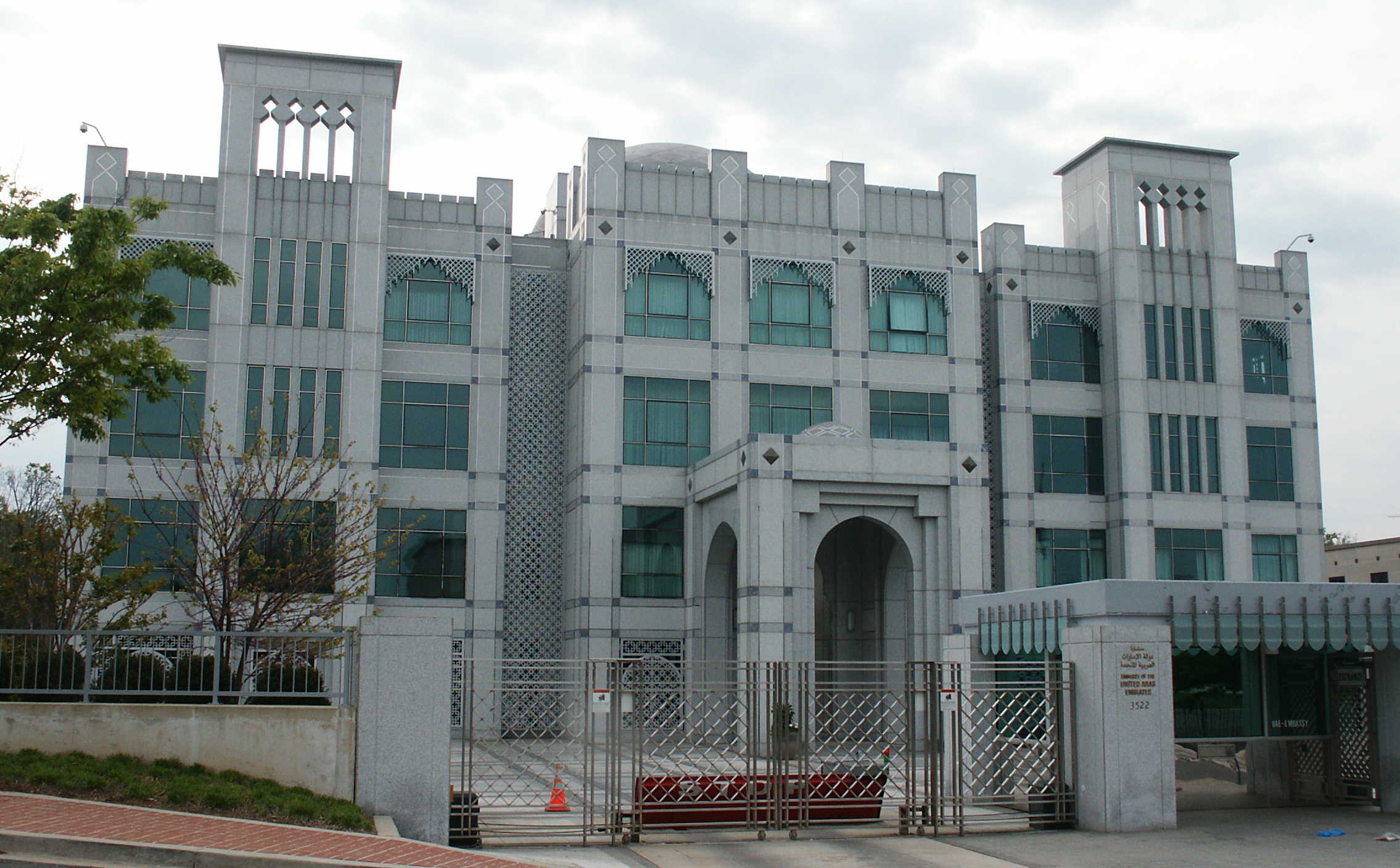
워싱턴 D.C. 주재 아랍에미리트 대사관

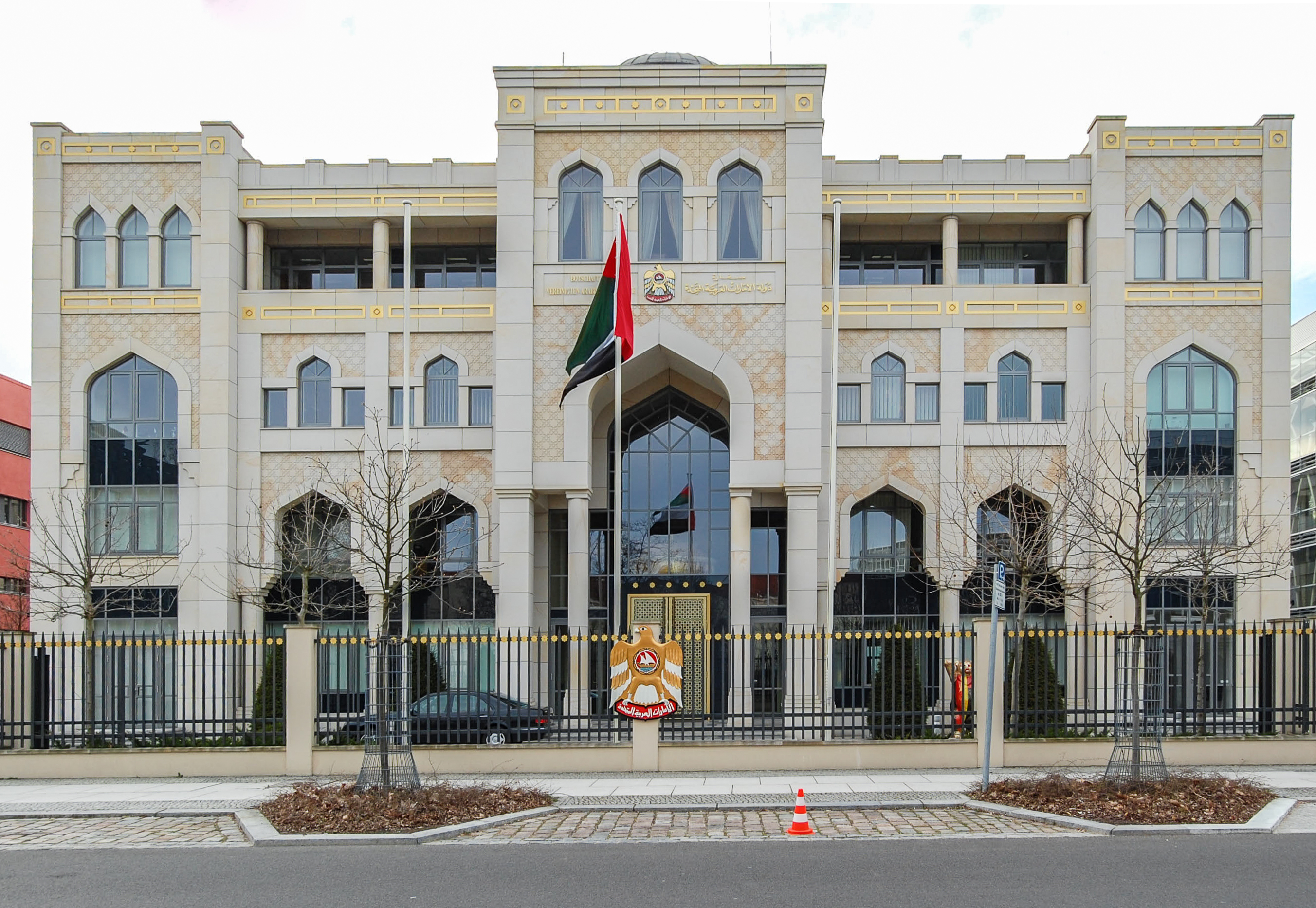
베를린 주재 아랍에미리트 대사관

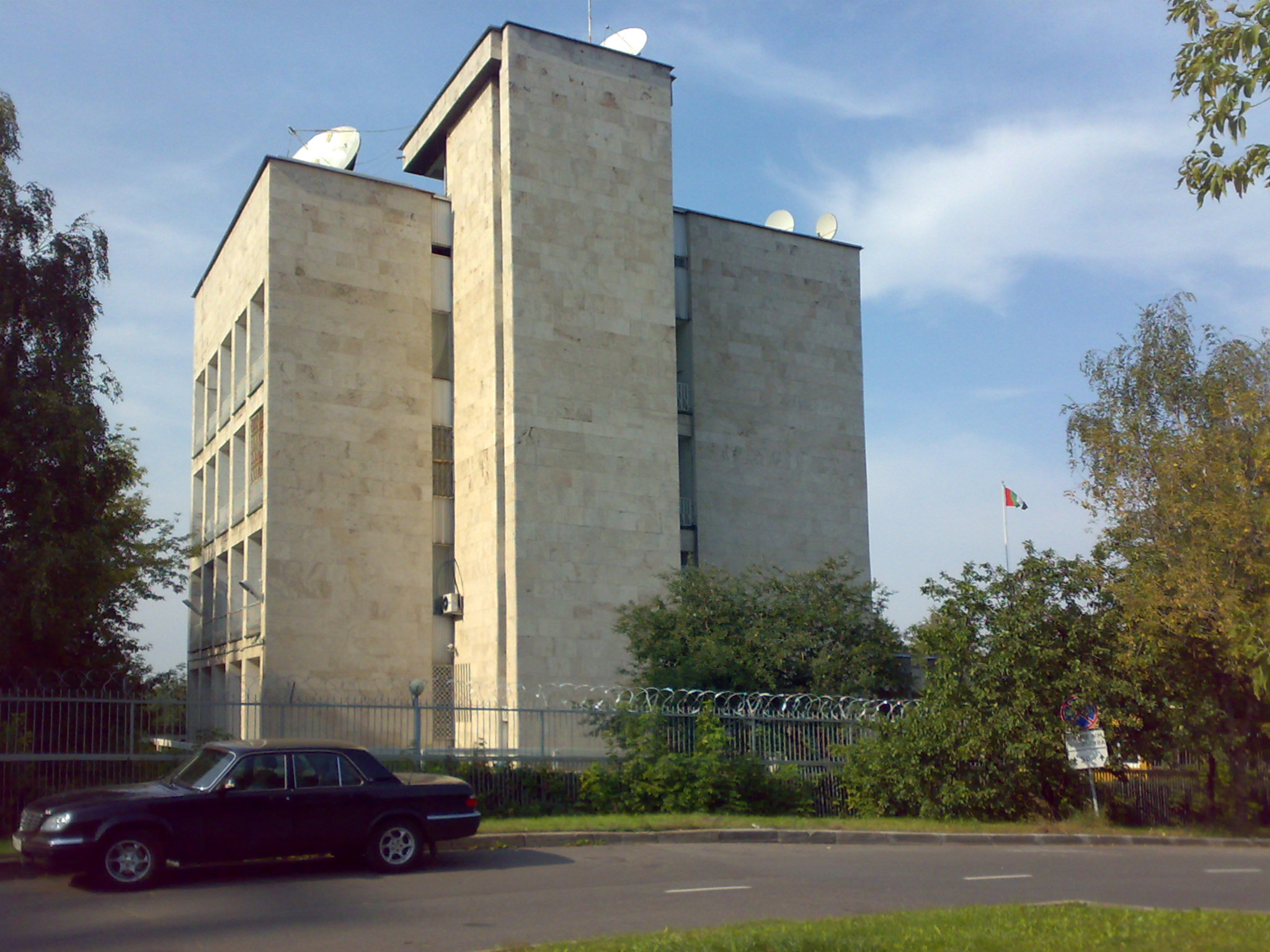
모스크바 주재 아랍에미리트 대사관

아랍에미리트의 재외공관 목록은 아랍에미리트 주재 대사관을 각국에 상주시켜 놓는 것을 의미하며 아랍에미리트의 재외공관을 나열한 목록이다.

## 아프리카
- 알제리 : 알제 (대사관)
- 이집트 : 카이로 (대사관)
- 에티오피아 : 아디스아바바 (대사관)
- 케냐 : 나이로비 (대사관)
- 리비아 : 트리폴리 (대사관)
- 모리타니 : 누악쇼트 (대사관)
- 모로코 : 라바트 (대사관)
- 나이지리아 : 아부자 (대사관)
- 세네갈 : 다카르 (대사관)
- 남아프리카 공화국 : 프리토리아 (대사관)
- 수단 : 하르툼 (대사관)
- 탄자니아 : 다르에스살람 (대사관)
- 튀니지 : 튀니스 (대사관)
- 우간다 : 캄팔라 (대사관)

## 아메리카
- 아르헨티나 : 부에노스아이레스 (대사관)
- 브라질 : 브라질리아 (대사관)
- 캐나다 : 오타와 (대사관)
- 칠레 : 산티아고 (대사관)
- 콜롬비아 : 보고타 (대사관)
- 쿠바 : 아바나 (대사관)
- 멕시코 : 멕시코시티 (대사관)
- 미국 : 워싱턴 D.C. (대사관)

## 아시아
- 아프가니스탄 : 카불 (대사관)
- 아르메니아 : 예레반 (대사관, 개관 예정)
- 아제르바이잔 : 바쿠 (대사관)
- 바레인 : 마나마 (대사관)
- 방글라데시 : 다카 (대사관)
- 중화인민공화국 : 베이징시 (대사관), 홍콩 (총영사관), 상하이시 (총영사관)
- 인도 : 뉴델리 (대사관), 뭄바이 (총영사관)
- 인도네시아 : 자카르타 (대사관)
- 이란 : 테헤란 (대사관), 반다르아바스 (총영사관)
- 이라크 : 바그다드 (대사관)
- 일본 : 도쿄도 (대사관)
- 요르단 : 암만 (대사관)
- 카자흐스탄 : 아스타나 (대사관)
- 대한민국 : 서울특별시 (대사관)
- 쿠웨이트 : 쿠웨이트시티 (대사관)
- 레바논 : 베이루트 (대사관)
- 말레이시아 : 쿠알라룸푸르 (대사관)
- 오만 : 무스카트 (대사관)
- 파키스탄 : 이슬라마바드 (대사관), 카라치 (총영사관)
- 팔레스타인 : 라말라 (대표부 사무소)
- 필리핀 : 마닐라 (대사관)
- 카타르 : 도하 (대사관)
- 사우디아라비아 : 리야드 (대사관), 지다 (총영사관)
- 싱가포르 : 싱가포르 (대사관)
- 스리랑카 : 콜롬보 (대사관)
- 시리아 : 다마스쿠스 (대사관)
- 태국 : 방콕 (대사관)
- 튀르키예 : 앙카라 (대사관), 이스탄불 (총영사관)
- 투르크메니스탄 : 아시가바트 (대사관)
- 우즈베키스탄 : 타슈켄트 (대사관)
- 베트남 : 하노이 (대사관)
- 예멘 : 사나 (대사관)

## 유럽
- 오스트리아 : 빈 (대사관)
- 벨라루스 : 민스크 (대사관)
- 벨기에 : 브뤼셀 (대사관)
- 프랑스 : 파리 (대사관)
- 독일 : 베를린 (대사관), 뮌헨 (총영사관)
- 그리스 : 아테네 (대사관)
- 아일랜드 : 더블린 (대사관)
- 이탈리아 : 로마 (대사관)
- 코소보 : 프리슈티나 (대사관, 개관 예정)
- 몬테네그로 : 포드고리차 (대사관)
- 네덜란드 : 헤이그 (대사관)
- 노르웨이 : 오슬로 (대사관)
- 폴란드 : 바르샤바 (대사관)
- 포르투갈 : 리스본 (대사관)
- 루마니아 : 부쿠레슈티 (대사관)
- 러시아 : 모스크바 (대사관)
- 세르비아 : 베오그라드 (대사관)
- 스페인 : 마드리드 (대사관)
- 스웨덴 : 스톡홀름 (대사관)
- 스위스 : 베른 (대사관)
- 우크라이나 : 키예프 (대사관)
- 영국 : 런던 (대사관)

## 오세아니아
- 오스트레일리아 : 캔버라 (대사관)
- 뉴질랜드 : 웰링턴 (대사관)

## 대표부
- EU 아랍에미리트 정부 대표부 : 브뤼셀
- UN 아랍에미리트 정부 대표부 : 제네바, 뉴욕
- IAEA 아랍에미리트 정부 대표부 : 빈
- 아랍 연맹 아랍에미리트 정부 대표부 : 카이로